# Spring Session M
Spring Session M è il primo album in studio del gruppo new wave statunitense Missing Persons, pubblicato nel 1982.
Il titolo del disco è un anagramma del nome della band.

## Tracce
1. Noticeable One – 3:22
2. Windows – 4:59
3. It Ain't None of Your Business – 2:55
4. Destination Unknown – 3:34
5. Walking in L.A. – 3:59
6. U.S. Drag – 3:36
7. Tears – 4:22
8. Here and Now – 3:26
9. Words – 4:25
10. Bad Streets – 3:41
11. Rock and Roll Suspension – 2:34
12. No Way Out – 2:45

## Formazione
- Dale Bozzio – voce
- Terry Bozzio – voce, tastiera, synth, batteria, percussioni
- Warren Cuccurullo – chitarra, voce
- Chuck Wild – synth, tastiera
- Patrick O'Hearn – basso, tastiera, synth